# Atletica leggera ai Giochi della XV Olimpiade - 10000 metri piani

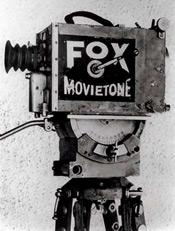
Video della Finale

La competizione dei 10000 metri piani maschili di atletica leggera ai Giochi della XV Olimpiade si è disputata il giorno 20 luglio 1952 allo Stadio olimpico di Helsinki.

## L'eccellenza mondiale
| Campione olimpico 1948 | 29'59”6        | Emil Zátopek       | Presente |
| Campione europeo 1950  | 29'12”0        | Emil Zátopek       | Presente |
| Primatista mondiale    | 29'02”6 (1950) | Emil Zátopek       | Presente |
| Primatista stagionale  | 29'31”4        | Aleksandr Anufriev | Presente |

1. ↑  Fino al 20 luglio 1952.

Il campione in carica nonché favoritissimo, Emil Zátopek, rimette in palio il titolo conquistato quattro anni prima.

## Finale
Finale diretta con 33 partenti.
L'olimpionico ceco per un po' rimane in mezzo al gruppo, poi al terzo chilometro prende il comando della corsa. Comincia una progressione con la quale stacca perentoriamente tutti gli avversari ad uno ad uno. All'ottavo chilometro lascia indietro anche il francese Mimoun, poi copre il giro finale in 64" e vince con un rettilineo di vantaggio e il record olimpico. Tra il Zátopek del 1952 e il Zátopek del 1948 c'è un abisso di 42 secondi.
| Pos.    | Atleta               | Età | Nazione          | Tempo Ufficiale |
| ------- | -------------------- | --- | ---------------- | --------------- |
| Oro     | Emil Zátopek         | 29  | Cecoslovacchia   | 29'17"0         |
| Argento | Alain Mimoun         | 31  | Francia          | 29'32"8         |
| Bronzo  | Aleksandr Anufriev   | 26  | Unione Sovietica | 29'48"2         |
| 4       | Hannu Posti          | 26  | Finlandia        | 29'51"4         |
| 5       | Frank Sando          | 21  | Gran Bretagna    | 29'51"8         |
| 6       | Valter Nyström       | 36  | Svezia           | 29'54"8         |
| 7       | Gordon Pirie         | 21  | Gran Bretagna    | 30'04"2         |
| 8       | Frederick Norris     | 30  | Gran Bretagna    | 30'09"8         |
| 9       | Ivan Pozhidayev      | 32  | Unione Sovietica | 30'13"4         |
| 10      | Martin Stokken       | 29  | Norvegia         | 30'22"2         |
| 11      | Nikifor Popov        | 41  | Unione Sovietica | 30'24"2         |
| 12      | Bertil Albertsson    | 30  | Svezia           | 30'34"6         |
| 13      | Bertil Karlsson      | 32  | Svezia           | 30'35"8         |
| 14      | Béla Juhász          | 31  | Ungheria         | 30'39"6         |
| 15      | Osman Coşgül         | 24  | Turchia          | 30'42"4         |
| 16      | Väinö Koskela        | 31  | Finlandia        | 30'43"0         |
| 17      | Ould Lamine Abdallah |     | Francia          | 30'53"0         |
| 18      | Franjo Mihalić       | 32  | Jugoslavia       | 30'53"2         |
| 19      | Hugo Niskanen        | 31  | Finlandia        | 30'59"6         |
| 20      | Curt Stone           | 29  | Stati Uniti      | 31'02"6         |
| 21      | Frederick Wilt       | 31  | Stati Uniti      | 31'04"0         |
| 22      | Marcel Vandewattyne  | 28  | Belgio           | 31'15"8         |
| 23      | Raúl Inostroza       | 30  | Cile             | 31'28"6         |
| 24      | Thyge Thøgersen      | 25  | Danimarca        | 31'47"8         |
| 25      | Ahmed Labidi         | 29  | Francia          | 31'52"2         |
| 26      | Kristján Jóhannsson  | 22  | Islanda          | 32'00"0         |
| 27      | Helmuth Perz         | 28  | Austria          | 32'13"2         |
| 28      | William C. Keith     | 26  | Sudafrica        | 32'32"4         |
| 29      | Alphonse Vandenrydt  | 25  | Belgio           | 33'13"4         |
| 30      | Abdul Rashid         | 24  | Pakistan         | 33'50"4         |
| 31      | Luis Velásquez       | 32  | Guatemala        | 35'34"0         |
| 32      | Trần Văn Lý          | 25  | Vietnam          | 37'33"0         |
| -       | Leslie Perry         | 29  | Australia        | Rit.            |